# Castlevania: Rondo of Blood
Castlevania: Rondo of Blood (悪魔城ドラキュラX 血の輪廻 (ロンド) Akumajou Dracula X: Chi no Rondo?, lit. Devil's Castle Dracula X: Rondo of Blood) är ett plattformsspel utvecklat av Konami till Turbografx-16. Spelet släpptes i Japan den 29 oktober 1993 till TurboGrafx-16.
År 1995 släpptes en SNES-version som skiljer sig från originalet på många sätt och heter Castlevania: Dracula X (Akumajou Dracula XX (悪魔城ドラキュラXX?) i Japan). I Europa kallas samma spel för Castlevania: Vampire's Kiss. År 2021 släpptes spelet som en bonus i Castlevania Advance Collection, vilket är en samling av de tre Castlevania-spelen till Game Boy Advance.
PSP-versionen från 2007 heter Castlevania: The Dracula X Chronicles och är en 2.5D remake av originalet till Turbografx-16. Det var även den första gången som Rondo of Blood släpptes utanför Japan. Spelet är också med i Playstation 4-spelet Castlevania Requiem från 2018 där det endast förekommer i sin originalversion. I Både PSP- och PS4-versionen är uppföljaren Castlevania: Symphony of the Night inkluderad, dock med nya röstskådespelare.

## Handling
Spelet utspelar sig 1792, och Richter Belmont ger sig av för att rädda sin flickvän Annette som blivit tillfångatagen av Dracula.

### Fotnoter
1. ↑  Thorsen, Tor. ”Castlevania: Rondo of Blood drips onto VC, Rage of the Gladiator strikes WiiWare”. Gamespot. http://www.gamespot.com/wii/action/akumajodracula10chinorondo/news.html?sid=6253624. Läst 3 maj 2014.
2. ↑  Bozon, Mark (18 januari 2008). ”Castlevania: The Retrospective – Page 4”. IGN. Arkiverad från originalet den 11 juni 2011. https://web.archive.org/web/20110611221318/http://xbox.ign.com/articles/756/756729p4.html. Läst 3 maj 2014.